# Moviment Scout Catòlic
El Moviment Scout Catòlic (MSC) és una federació d'associacions catòliques d'escoltisme de l'Estat espanyol. Té implantació a totes les comunitats autònomes.
En l'àmbit internacional, el MSC és membre de l'Organització Mundial del Moviment Escolta (WOSM). També és membre de la Conferència Internacional Catòlica d'Escoltisme (CICE). En l'àmbit espanyol, el MSC forma part de la Federació d'Escoltisme a Espanya (FEE) creada el 1978 i que actualment està formada per la Federació d'Associacions de Scouts d'Espanya (ASDE) i el mateix Moviment Scout Catòlic (MSC) i compta amb una entitat associada: la Federació Catalana d'Escoltisme i Guiatge (FCEG).
El MSC és membre fundador del Consell de la Joventut d'Espanya, i gairebé totes les seves associacions formen part dels Consells de Joventut autonòmics. Té relacions i projectes conjunts de solidaritat, agermanament i convivència cultural i interreligiosa amb associacions escoltes d'altres països del món.

## Associacions membres
- Scouts Católicos de Andalucía
- Asociación Interdiocesana Scouts d'Aragón - MSC
- Scouts d'Asturies - MSC
- Scouts Católicos de Canarias
- Scouts Católicos de Cantabria - MSC
- Federación de Scouts Católicos de Castilla la Mancha
- Scouts de Castilla y León - MSC
- Euskalerriko Eskautak
- ADE Mérida-Badajoz
- Scouts de Galicia - Escutismo Católico Galego
- Federació d'Escoltisme i Guiatge de les Illes Balears - MSC
- Scouts de Madrid - MSC
- Scouts Católicos de Murcia
- Federació d'Escoltisme Valencià
- Scouts Católicos de Plasencia
- Scouts de Cáceres-MSC